# ذاكرة الفتاة (رواية)
في ذاكرة فتاة (Mémoire de fille)،هي رواية أو قصة سيرة ذاتية بقلم آني إرنو ، نُشرت في عام 2016 بواسطة دار جاليمار. تعود آني إرنو إلى صيف عام 1958، حيث عاشَت أول تجربة جنسية لها عندما كانت مراهقة في أحد المعسكرات الصيفية. تسعى الكاتبة من خلال هذا العمل إلى مواجهة "الفتاة التي كانتها"، محاولةً إعادة بناء صورتها وهويتها في ذلك الوقت من منظور امرأة ناضجة وكاتبة مخضرمة. تكتب إرنو بأسلوبها المعروف، القائم على البساطة والدقة، محاولة فصل الذات الكاتبة عن الذات المُعاشة، وهو ما يعكس اشتغالها الدائم على التقاطع بين الذاكرة الفردية والسياق الاجتماعي. لا تُقدّم الرواية فقط شهادة عن حدث شخصي، بل تأملًا في الزمن، والهوية، والأنوثة، والكتابة ذاتها.

## ملخص
يتمثل مشروع آني إرنو في هذا العمل في العودة إلى تلك الليلة المفصلية في صيف عام 1958، التي شكّلت لحظة صادمة في حياتها، لفهم آثارها الممتدة على شخصيتها وهويتها خلال العامين التاليين. تمضي الكاتبة في حركة ذهاب وإياب بين زمنين: "الفتاة التي كانتها عام 1958" والمرأة التي أصبحتها الآن، محاولة إعادة بناء الحدث من خلال ذاكرتها، والصور الفوتوغرافية، والرسائل الشخصية التي كتبتها آنذاك إلى أصدقائها.
من خلال هذا التنقيب الذاتي، تتساءل إرنو عن هوية تلك الفتاة التي كانتها، وتحلل ما إذا كانت لا تزال تسكنها في حاضرها. وتُشكل الرواية تأملًا في الذاكرة، والهوية الأنثوية، وتجربة الجسد، والكتابة كأداة للإنقاذ والتفسير. بأسلوبها المحايد والدقيق، تقدم الكاتبة شهادة أدبية حية عن صراع الأنوثة والمجتمع والزمن، مؤكدة التزامها بما تسميه "الأدب غير المنفصل عن الذات ولا عن الجماعة".
كتابٌ، بعد ما يقرب من ستين عامًا، تتأمل فيه آني إرنو عامها الثامن عشر، حين خاضت أولى تجاربها الجنسية، وأول تجربة لها في الحياة الجماعية خلال معسكر صيفي في منطقة أورن. وتبقى هذه التجربة بالنسبة لها، كما تكتب في الكتاب: "الذاكرة الكبرى للعار، ذاكرة أكثر دقة، وأكثر صرامة من أي ذاكرة أخرى. إنها الذاكرة التي تُعد، في جوهرها، الهبة الخاصة للعار."
في الحلقة الثالثة من الفيلم الوثائقي الإذاعي "الاغتصاب: قصة هيمنة" (Le viol : une histoire de domination)، الذي بُثّ على إذاعة France Culture في ديسمبر 2020، عادت الكاتبة آني إرنو، بمشاركة ماتيلد فورجيه وكليمنس أليزارد، إلى مضمون روايتها Mémoire de fille. في هذه المناسبة، وصفت لأول مرة الحدث المحوري في الرواية على أنه اغتصاب، وهو توصيف لم يُذكر صراحة في الكتاب. شكّلت هذه الشهادة لحظة بارزة في قراءة العمل، حيث أعادت تأطير التجربة ضمن سياق العنف الجنسي والبنية الذكورية للهيمنة، مما أضفى بُعدًا جديدًا على الطابع السياسي والاجتماعي لسردها الأدبي.

## استقبال
حظيت رواية "ذاكرة فتاة" (Mémoire de fille) باستقبال نقدي إيجابي في فرنسا عند صدورها، حيث أثنى العديد من النقاد على صدقها الأسلوبي وعمقها الوجداني. في صحيفة لوموند، اعتبرت رافاييل ليريس الرواية عملًا رائعًا يكمّل مجموع الأعمال السيرية الأخرى التي أنجزتها آني إرنو حول تلك الفترة المفصلية من حياتها بين سن الثامنة عشرة والعشرين. ورأت ليريس أن الرواية تقدم تأملًا بالغ القوة حول النضج، والهوية الأنثوية، والتجربة الجسدية الأولى، وتأثير الصدمة على تشكيل الذاكرة والشخصية، بأسلوب كتابي يجمع بين الحياد والتحليل العاطفي.
في قراءته لرواية Mémoire de fille، عبّر الكاتب والناقد الأدبي بيير أسولين عن إعجابه العميق بالعمل، واعتبره من أبرز ما كتبته آني إرنو. وكتب في مقال له: «لم أندم على قراءته، كما ندمت على "المكان"، "السنوات"، "العار"، "الحدث"، و"العاطفة البسيطة"... إنه عمل، عمل حقيقي، مدعوم بإحساس بالعالم ومشروع كتابة واضح.» وأضاف أسولين أن الرواية لا تتمحور فقط حول الليلة الأولى التي عاشتها الكاتبة في شبابها، بل تتجاوزها لتلامس تجربة العار والإذلال التي وصفها بأنها "أرض الجميع"، في إشارة إلى بعدها الإنساني العام الذي يتجاوز السرد الذاتي الفردي.
ومع ذلك، لم تحظَ ذاكرة فتاة بإجماع نقدي كامل، إذ عبّر بعض النقاد عن مواقف أكثر تحفظًا. ففي مراجعة له، اعتبر فريديريك بيجبيدير أن أسلوب آني إرنو قد أصبح أقرب إلى "نص أدبي جامد"، ما يشير إلى نوع من الركود أو النمطية في طريقتها السردية. أما رولان جاكارد، فراجع الرواية في عام 2016 وأبدى أسفه لكون الكاتبة لم تتمكن من التحرر من بعض الأماكن المشتركة (الكليشيهات) التي – في رأيه – ربما كانت السبب في إكسابها ذلك "الأسلوب الخاص"، مما يضعف – بحسب رأيه – من القيمة الأدبية للغة المستخدمة في بعض مقاطع العمل.
التعديلات المسرحية
- 2022، 2023 : مهرجان أفينيون أوف لشركة "Les Pieds dans l'eau" [1]
- 2023 : على خشبة مسرح Théâtre du Vieux-Colombier في باريس,.[2][3]

## الطبعات
- ذاكرة فتاة ، مجموعة بلانش، غاليمار،11 أبريل 2016، 160 ص. ( رقم ISBN <span class="nowrap">9782070145973</span> )
- ذاكرة فتاة ، مجلد 2018
- ذاكرة فتاة ، تحرير غاليمار، مجموعة. " استمع اقرأ »، 2016 ( كتاب صوتي )
- (بالألمانية)

```
ترانس. 
سونيا فينك
 : 
Erinnerung eines Mädchens.
 سوهركامب، برلين 2018
```

## كتابات سيرة ذاتية أخرى
- الخزائن الفارغة ، دار جاليمار ، 1974 .
- ما يقولون أو لا شيء ، غاليمار، 1977 .
- المرأة المتجمدة ، غاليمار، 1981 .
- المكان ، غاليمار، 1983
- العار ، غاليمار، 1997
- الحدث ، غاليمار، 2000

## مقالات ذات صلة
- سيرة ذاتية جديدة
- الخيال الذاتي

## رابط خارجي
- قالب:Dictionnaires

Catégorie:Page pointant vers des bases externes
Catégorie:Page pointant vers des dictionnaires ou encyclopédies généralistes